# Funimation
Funimation, foi uma empresa de entretenimento americana que se especializava na dublagem e distribuição de mídia asiática oriental, mais notavelmente animes japoneses. A empresa foi fundada em 9 de maio de 1994 por Gen Fukunaga e sua esposa Cindy, no Vale do Silício, Califórnia, com financiamento de Daniel Cocanougher e sua família, que se tornaram investidores na empresa, mudando-se para Richland Hills, Texas e mais tarde para Flower Mound, Texas, e depois para Coppell, Texas. Funimation é uma das distribuidoras líderes de anime e outras propriedades de entretenimento estrangeiro na América do Norte. Tem licenciado séries populares, tais como Dragon Ball, One Piece,  Yu Yu Hakusho, My Hero Academia, Attack on Titan, Fairy Tail, Black Clover, Fruits Basket, Assassination Classroom, Cowboy Bebop, Tokyo Ghoul, e Code Geass entre muitas outras.[carece de fontes?]
A Funimation foi adquirida pela Navarre Corporation em 11 de maio de 2005. Em abril de 2011, Navarre vendeu Funimation para um grupo de investidores, que incluía Fukunaga, por US$ 24 milhões de dólares. De 2017 a 2019, o conglomerado japonês Sony detinha uma participação de 95% na empresa através de sua divisão Sony Pictures Entertainment (via Sony Pictures Television), e desde 2019, a Sony dirige a empresa por meio de uma joint venture entre duas de suas unidades: Sony Pictures Entertainment (via Sony Pictures Television) e Sony Music Entertainment Japan (via Aniplex). A sede da empresa está localizada em Coppell, Texas. A empresa foi renomeada como Crunchyroll, LLC em março de 2022 após adquirir o serviço de streaming do mesmo nome em agosto de 2021.

## História

### História inicial

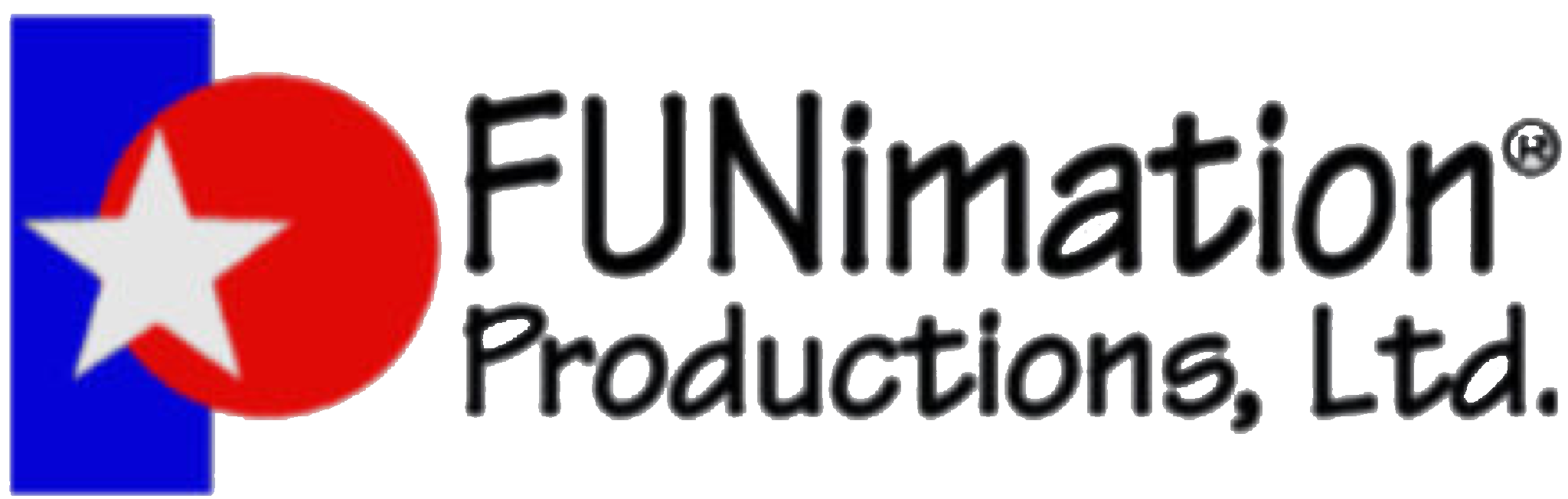
O logo original da Funimation usado de 1994 até 2005.

No início dos anos 1990, o empresário japonês Gen Fukunaga foi abordado por seu tio, Nagafumi Hori, quem estava trabalhando como um produtor para Toei Company. Hori propôs que, se Fukunaga pudesse iniciar uma empresa de produção e arrecadar dinheiro suficiente, a Toei Animation iria licenciar os direitos para a franquia Dragon Ball para os Estados Unidos. Fukunaga encontrou-se com o colega de trabalho Daniel Cocanougher, cuja família possuía uma fábrica de ração em Decatur, Texas, e convenceu a família de Cocanougher para vender seus negócios e servir como uma investidora de sua empresa.
A empresa foi fundada em 9 de maio de 1994, como FUNimation Productions. A empresa foi originalmente baseada no Vale do Silício, mas eventualmente realocada para North Richland Hills, Texas. Eles inicialmente colaboraram com outras empresas em Dragon Ball, tais como BLT Productions, Ocean Studios, Pioneer e Saban Entertainment. Em 1998, após duas tentativas abortadas de levar a franquia Dragon Ball para uma audiência dos E.U.A. via sindicação de primeira exibição, isso inicialmente encontrou sucesso através da transmissão do Cartoon Network da série Dragon Ball Z em seu bloco de programação Toonami, e o fenômeno Dragon Ball cresceu rapidamente no país como tinha em outros lugares. O sucesso de Dragon Ball Z é creditado por permitir que a Funimation adquirisse outros títulos licenciados.
Começando em setembro de 2003, a Funimation, juntamente com a empresa britânica Maverick, distribuiu títulos da Nelvana, com sede no Canadá. Tais títulos lançados incluíam Redwall, Pecola, Tales from the Cryptkeeper, Timothy Goes to School e o especial de TV do Disney Channel, The Santa Claus Brothers.

### Aquisição pela Navarre Corporation

Logo da Funimation de 11 de maio de 2005 até 7 de janeiro de 2016. A versão colorida foi usada até abril de 2011.

Em 11 de maio de 2005, Funimation foi adquirida pela agora extinta Navarre Corporation, por US$100,4 milhões em dinheiro e 1,8 milhão de ações da Navarre. Como parte da aquisição, Gen Fukunaga foi contratado como cabeça da empresa, passando para a posição de CEO, e o nome da empresa foi alterado de FUNimation Productions para FUNimation Entertainment.
Em 2007, Funimation mudou-se de North Richland Hills, Texas, para Flower Mound. A Funimation mudou-se para o Lakeside Business District com um contrato de arrendamento de dez anos.
De acordo com uma entrevista em fevereiro de 2008 com o CEO da Navarre Corporation, Cary Deacon, Funimation estava em estágio de negociações iniciais para adquirir alguns dos títulos licenciados atráves da divisão dos EUA da Geneon, qual cessou suas operações em dezembro de 2007. Em julho de 2008, Funimation confirmou que eles tinham adquirido direitos de distribuição para vários títulos da Geneon, incluindo alguns que a Geneon tinha deixado inacabados quando eles cessaram as operações.
Na Anime Expo 2008, Funimation anunciou que havia adquirido mais de 30 títulos do catálogo Sojitz, que tinham anteriormente sido licenciados pela ADV Films.
Em 2009, Funimation assinou um contrato com a Toei Animation para transmitir vários de seus títulos de anime online através do site da Funimation.

### Segunda passagem como empresa independente

Logo de 2016 até 2022 (ainda usado pelo serviço de streaming da Funimation)

Em 27 de maio de 2010, Navarre Corporation anunciou que tinha começado a negociar uma potencial venda da Funimation. Foi também anunciado que, se a venda tomar lugar, Funimation poderia ser reclassificada como uma "operação com desconto" partindo do primeiro trimestre de 2011. Em 16 de setembro de 2010, Navarre anunciou que seis potenciais compradores estavam interessados em adquirir a Funimation.
No primeiro trimestre de 2011, Navarre reclassificou a Funimation como "operações com desconto". Em 4 de abril de 2011, Navarre divulgou um comunicado anunciando que a Funimation tinha sido vendida para um grupo de investidores que incluía o proprietário original Gen Fukunaga por $24 milhões. Foi também anunciado que Navarre iria permanecer como distribuidor exclusivo dos títulos da Funimation.
Em 14 de outubro de 2011, a Funimation anunciou uma parceria com Niconico, a versão em inglês de Nico Nico Douga, para formar a marca Funico para o licenciamento de anime para streaming e lançamento de vídeo doméstico. A partir deste ponto, virtualmente todos os títulos transmitidos simultâneamente por Niconico foram adquiridos pela Funimation.
Em 2014, a Funimation lançou Dragon Ball Z: Battle of Gods nos cinemas em parceria com a Screenvision. Com base em seu sucesso, a Funimation lançou sua própria divisão teatral em dezembro de 2014.
Em 22 de junho de 2015, Funimation e Universal Pictures Home Entertainment anunciaram um acordo de distribuição de vídeo doméstico por vários anos. O acordo permitiu à UPHE para gerenciar a distribuição e vendas do catálogo de títulos da Funimation. A Universal começou a distribuir os títulos da Funimation em outubro daquele ano. A Sony Pictures Home Entertainment logo assumiu depois que o acordo com a UPHE expirou.

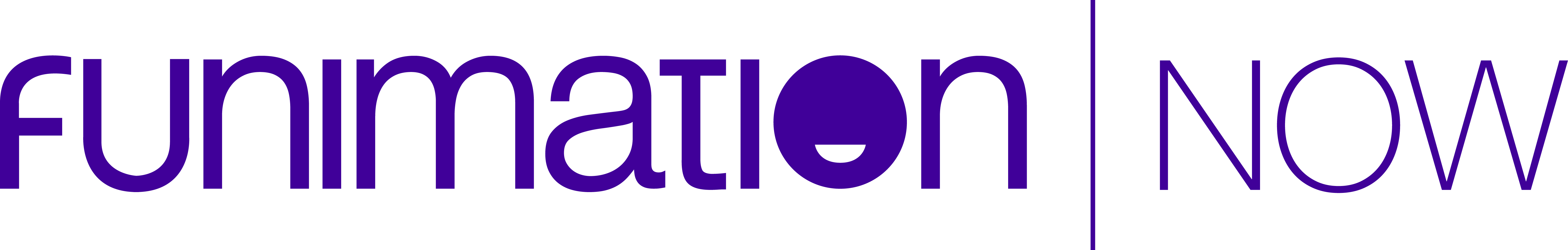
O logo do FunimationNow usado de 2016 até 2019.

Em janeiro de 2016, Funimation introduziu um novo logotipo e anunciou a renomeação de sua plataforma de streaming como "FunimationNow". Em abril de 2016, eles lançaram seu serviço no Reino Unido e Irlanda.
Em 8 de setembro de 2016, Funimation anunciou uma parceria com a Crunchyroll. Os títulos Select Funimation iriam ser transmitidos com legendas no Crunchyroll, enquanto os títulos selecionados Crunchyroll iriam ser transmitidos no FunimationNow, incluindo os próximos conteúdos dublados. Em adição, a Funimation iria atuar como distribuidora do catálogo de vídeos caseiros para Crunchyroll.
Em 18 de maio de 2017, Shout! Factory adquiriu os direitos de distribuição para América do Norte de In This Corner of the World, com um lançamento em cinema nos E.U.A. para tomar lugar em 11 de agosto de 2017, co-lançado pela Funimation Films.

### Aquisição pela Sony Pictures Television
Em maio de 2017, foi noticiado que a Universal Studios e a Sony Pictures Television estavam interessadas em comprar a Funimation; entretanto, a Universal decidiu não prosseguir com a licitação. Em 31 de julho de 2017, Sony Pictures Television anunciou que iria comprar uma participação controladora de 95% na Funimation por $143 milhões, um acordo que foi aprovado pelo Departamento de Justiça dos Estados Unidos em 22 de agosto de 2017. Esse acordo permitiu Funimation para ter sinergias com as divisões Animax e Kids Station da Sony e "direto acesso para o pipeline criativo". O acordo foi fechado em 27 de outubro de 2017.
Em 16 de fevereiro de 2018, foi relatado que a divisão Shout! Factory's Shout! Studios adquiriu os direitos de distribuição para EUA/Canadá para Big Fish & Begonia e fez parceria com a Funimation Films novamente para distribuição.
Em 12 de julho de 2018, foi anunciado que a Funimation Films tinha adquirido direitos de licenciamento para Dragon Ball Super: Broly na América do Norte e que sua dublagem em inglês iria estrear nos cinemas em algum momento de janeiro de 2019 nos Estados Unidos e Canadá, apenas cerca de um mês após sua estreia nacional no Japão.
Em 7 de agosto de 2018, a AT&T adquiriu totalmente Otter Media, proprietária da Crunchyroll. Em 18 de outubro de 2018, a Funimation e a Crunchyroll anunciaram que sua parceria iria terminar em 9 de novembro de 2018, como um resultado da aquisição da Funimation pela Sony Pictures Television. Apesar dos lançamentos de vídeo doméstico não serem afetados e continuarem conforme o planejado, o conteúdo selecionado da Funimation iria ser removido da Crunchyroll, e o conteúdo com legendas iria retornar ao FunimationNow. Adicionalmente, foi também anunciado que a Funimation iria ser removida inteiramente do serviço de streaming de propriedade da Otter Media, VRV, sendo substituída pelo HIDIVE. Em dezembro de 2018, foi citado que outra razão pela qual a parceria foi encerrada foi devido a uma disputa referente à expansão internacional.
Em 4 de dezembro de 2018, a Funimation assinou um contrato SVOD exclusivo de vários anos com o Hulu.
Em 1 de fevereiro de 2019, Gen Fukunaga anunciou que ele iria deixar o cargo como gerente geral, e mudando para o presidente da empresa, com Colin Decker assumindo o cargo de gerente geral em maio de 2019.
Em 23 de março de 2019, no AnimeJapan 2019, Funimation anunciou que eles tinham uma parceria com o serviço de streaming chinês Bilibili para licenciar títulos de anime em conjunto para os mercados dos EUA e da China.
Em 29 de maio de 2019, a Funimation anunciou que eles haviam adquirido a filial da Manga Entertainment no Reino Unido, e imediatamente consolidou os negócios anteriores para o primeiro no Reino Unido.
Em 5 de julho de 2019, Funimation anunciou na Anime Expo que eles tinham alcançado uma parceria de streaming com a Right Stuf Inc., com títulos selecionados da Nozomi Entertainment sendo feitos disponíveis no FunimationNow mais tarde naquele ano.
Em 31 de agosto de 2019, Aniplex of America anunciou no Twitter que eles iriam estar em parceria com a Funimation Films para co-lançar Rascal Does Not Dream of a Dreaming Girl teatralmente nos EUA em 2 de outubro de 2019, e no Canadá em 4 de outubro de 2019.

### Joint venture Aniplex/SPT; expansão internacional
Em 24 de setembro de 2019, a Sony Pictures Television e a Aniplex anunciaram que elas estavam consolidando seus negócios internacionais de streaming de anime sob uma nova joint venture, a Funimation Global Group, LLC., com o gerente geral da Funimation, Colin Decker liderando a joint venture. A joint venture iria operar sob a marca Funimation e permitiria Funimation adquirir e distribuir títulos com as subsidiárias da Aniplex Wakanim, Madman Anime Group e AnimeLab. O primeiro título sob a joint venture, Fate/Grand Order - Absolute Demonic Front: Babylonia, iria receber uma exclusividade de 30 dias na FunimationNow, AnimeLab e Wakanim, e forneceria direitos exclusivos da Funimation para a dublagem em inglês por um ano. A maioria dos títulos da Aniplex of America são transmitidos atualmente no FunimationNow enquanto são transmitidos no Japão.
Em dezembro de 2019, a Funimation lançou uma pesquisa "Decade of Anime" na qual os fãs votaram em seu anime favorito em várias categorias.
Em 24 de janeiro de 2020, a Funimation anunciou que iria fundir seu catálogo online no AnimeLab para as audiências da Austrália e da Nova Zelândia, e iria encerrar o FunimationNow para a Austrália e a Nova Zelândia em 30 de março.
Em 1 de maio de 2020, a Funimation anunciou que eles formaram uma parceria com Kodansha Comics para hospedar uma série de festas de visualização semanais. Em 4 de maio, a Funimation anunciou que eles haviam fechado um acordo com a NIS America para transmitir títulos selecionados no FunimationNow. Funimation também iria anunciar naquele mesmo dia que eles iriam realizar uma convenção de anime virtual chamada "FunimationCon" nos dias 3–4 de julho de 2020. Isso foi um dos vários eventos virtuais tomando o lugar da Anime Expo daquele ano, qual anunciou seu cancelamento em 17 de abril.
Na FunimationCon, em 3 de julho de 2020, Funimation anunciou na FunimationCon que eles iriam expandir seu serviço de streaming para a América Latina, começando com México e Brasil no quarto trimestre de 2020, com um dos primeiros títulos dublados lançados sendo Tokyo Ghoul:re. Funimation mais tarde revelou que eles iriam lançar seu serviço latino-americano em dezembro de 2020. Entretanto, eles lançaram seu serviço inicialmente em 18 de novembro de 2020. Funimation também anunciou que eles iriam começar o streaming da série de anime de 2002, Naruto da Viz Media, começando em 6 de julho. Mais conteúdo da Viz Media iria ser adicionado para o catálogo de streaming da Funimation nas semanas seguintes, incluindo a série de anime de 2011 Hunter × Hunter, Sailor Moon R: The Movie, e o segundo e terceiro filme na série Berserk: The Golden Age Arc.
Em 9 de setembro de 2020, Funimation anunciou que eles tinham alcançado uma parceria de distribuição com Viz Media, com os títulos da Viz Media estando disponibilizados para stream no website da Funimation. O acordo foi feito após títulos selecionados da Viz tais como a Parte I de Naruto e os primeiros 75 episódios de Hunter × Hunter fossem anteriormente disponibilizados no FunimationNow. Em 2 de dezembro de 2020, o canal de televisão brasileiro Loading anunciou uma parceria de conteúdo com a Sony Pictures Entertainment. Os títulos da Funimation incluídos na parceria foram sugeridos, mas não confirmados. Cinco dias depois, foi oficialmente confirmado que os títulos da Funimation seriam incluídos na parceria.
Em 24 de novembro de 2020, Funimation anunciou que tinha uma parceria com a Sunrise para transmitir títulos selecionados de Gundam tais como Mobile Suit Gundam, Mobile Suit Gundam SEED, e depois Mobile Suit Gundam Wing e Mobile Suit Zeta Gundam no FunimationNow. Alguns títulos de Gundam já estavam sendo transmitidos na Funimation antes da referida parceria como Mobile Suit Gundam: Iron-Blooded Orphans.

### Renomeada como Crunchyroll, LLC
Em 9 de dezembro de 2020, a Sony Pictures Entertainment anunciou que iria adquirir a Crunchyroll da WarnerMedia da AT&T (devido em parte aos programas de corte da AT&T) por um total de US$ 1,175 bilhão em dinheiro, colocando a empresa sob a Funimation assim que a aquisição fosse finalizada. Entretanto, em 24 de março de 2021, foi relatado que o Departamento de Justiça dos Estados Unidos estendeu sua revisão antitruste da aquisição. A aquisição da Crunchyroll foi concluída em 9 de agosto de 2021, com a Sony declarando em seu comunicado à imprensa que criaria uma assinatura unificada de anime usando seus negócios de anime o mais rápido possível. A Crunchyroll confirmou quatro dias depois que a VRV foi incluída na aquisição.
Em 12 de abril de 2021, foi anunciado que a subsidiária Manga Entertainment seria oficialmente rebatizada como Funimation UK no Reino Unido e na Irlanda, a partir de 19 de abril de 2021. Em 10 de junho de 2021, foi anunciado que AnimeLab iniciaria o processo de rebranding e transição de seus serviços para Funimation na Austrália e Nova Zelândia, em 17 de junho de 2021. Em 16 de junho de 2021, Funimation lançou seu serviço de streaming para Colômbia, Chile e Peru.
Em 1 de setembro de 2021, Funimation e Gonzo anunciaram uma parceria para carregar títulos selecionados remasterizados em seus respectivos canais do YouTube até 30 de novembro - esses títulos eram Ragnarok the Animation, Witchblade e Burst Angel.
Em 25 de janeiro de 2022, Crunchyroll anunciou que lançaria Jujutsu Kaisen 0 nos cinemas em 18 de março de 2022, nos Estados Unidos e Canadá. O filme foi lançado em mais de 1,500 cinemas, bem como em alguns cinemas IMAX, em ambos legendado e dublado. Eles também afirmaram que o longa chegará em breve aos cinemas do Reino Unido, Irlanda, Austrália, Nova Zelândia, França, Alemanha e América Latina, entre outros países. Este é o primeiro filme da Crunchyroll a ser distribuído em associação com a Funimation Films.
Em 1 de março de 2022, foi anunciado que os serviços SVOD, Funimation, Wakanim e VRV seriam consolidados na Crunchyroll. Além disso, o Funimation Global Group, LLC. seria renomeado para Crunchyroll, LLC, com a marca Funimation sendo eliminada em favor da Crunchyroll. Catorze dias depois, foi anunciado que os lançamentos em mídia doméstica serão distribuídos sob a marca Crunchyroll, com o último logotipo substituindo aquele do anterior na lombada e no verso das capas para cada novo lançamento que saia começando com sua previsão de junho de 2022.
Após a invasão militar russa da Ucrânia, a Crunchyroll anunciou em 11 de março de 2022 que interromperia os serviços na Rússia, encerrando completamente as operações de Wakanim e Crunchyroll EMEA, de acordo com as sanções globais.
Em 5 de abril de 2022, a empresa anunciou que o canal do YouTube da Funimation foi renomeado como Crunchyroll Dubs e que serviria como canal da Crunchyroll para conteúdo dublado em inglês, enquanto o conteúdo legendado em inglês ainda seria carregado em seu canal Crunchyroll Collection. A empresa também afirmou que lançaria um primeiro episódio dublado em inglês de uma série de anime todos os sábados às 15:00 ET no canal Crunchyroll Dubs no YouTube, começando com Re:Zero – Começando uma Vida em Outro Mundo em 9 de abril de 2022. Três dias depois, outro anúncio foi feito em que a Funimation Shop seria movida para a Crunchyroll Store.

## Programação

### Funimation Channel
Funimation Entertainment, juntamente com OlympuSAT, lançou o Funimation Channel em 29 de setembro de 2005, a segunda rede de cabo digital de 24 horas de anime na América do Norte (a primeira sendo Anime Network da A.D. Vision). OlympuSAT foi o distribuidor exclusivo do canal.
Em 23 de março de 2006, um bloco sindicado foi anunciado para Colours TV. Uns poucos meses mais tarde, foi anunciado que o canal foi lançado em algumas cidades via sinais digitais UHF e VHF. Ambos os serviços foram descontinuados em favor para uma expansão mais bem-sucedida em sistemas de cabo digital, fibra ótica e sistemas DBS. O canal lançou seu feed HD em 27 de setembro de 2010. Em 31 de dezembro de 2015, Funimation e OlympuSAT encerraram seu acordo e não mais transmitiram os títulos de Funimation no canal. O canal relançou como Toku, enquanto Funimation anunciou planos para relançar Funimation Channel como um serviço de streaming digital em janeiro de 2016.
O canal tinha planos de lançar uma edição em espanhol, embora sem sucesso.
Em 2007, Funimation Entertainment licenciou Revolutionary Girl Utena: The Movie, a série Record of Lodoss War, a série Project A-ko, Urusei Yatsura: Beautiful Dreamer e Grave of the Fireflies da Central Park Media e reproduziu elas no Funimation Channel em televisão nos Estados Unidos. Em 2009, eles licenciaram Buso Renkin, Honey and Clover, Hunter × Hunter, Nana e Monster da Viz Media (sua colega rival) para o canal. Eles também licenciaram Ninja Nonsense e Boogiepop Phantom da divisão Nozomi Entertainment da Right Stuf Inc. bem como por isso. O único título licenciado para o Funimation Channel qual não foi licenciado pela Funimation, nem Viz Media, nem Noizomi Entertainment ou Central Park Media foi Haré+Guu, qual foi licenciado para distribuição norte-americana pela AN Entertainment e Bang Zoom! Entertainment e teve seu lançamento em DVD norte-americano publicado pela Funimation, enquanto seus licenciadores foram os produtores. Os únicos títulos da Enoki USA que Funimation licenciou para o Funimation Channel foram Revolutionary Girl Utena e His and Her Circumstances.

### Digital
O catálogo de séries e filmes da Funimation, bem como simulcasts japoneses oficiais, estão atualmente disponíveis para streaming em seu website e aplicativos dedicados. Atualmente, eles transmitem mais de 800 títulos de seu catálogo, Aniplex of America, VIZ Media, Nozomi Entertainment, NIS America e TMS Entertainment, entre outros distribuidores. Atualmente, eles estão transmitindo títulos nos Estados Unidos, Canadá, Reino Unido, Irlanda, Austrália, Nova Zelândia, México, Brasil, Colômbia, Chile e Peru, e pela Wakanim eles também estão disponíveis em partes selecionadas da Europa, África, e Ásia. Via Crunchyroll, eles também têm mais de 5 milhões de assinantes e 120 milhões de usuários registrados em todo o mundo com mais de 1,200 títulos de anime, 200 doramas e 80 mangás atualmente disponíveis em uma ampla gama de distribuidores, tais como Sentai Filmworks e Discotek Media.
Em 19 de setembro de 2006, Funimation criou um canal oficial no YouTube, onde eles carregavam anúncios para conjuntos de caixas, bem como clipes e episódios de pré-visualização de suas séries licenciadas. Em setembro de 2008, eles começaram a distribuir episódios completos de séries no Hulu. Em abril de 2009, eles começaram a distribuir episódios completos de séries na Veoh. Em fevereiro de 2012, Crackle começou a transmitir títulos selecionados da Funimation, juntando-se aos títulos anteriormente adquiridos da Funimation para sua seção localizada do Animax.
Um aplicativo dedicado da Funimation foi lançado para o PlayStation 3 e PlayStation 4 em dezembro de 2014 e março de 2015, respectivamente. Um aplicativo para Nintendo Switch foi lançado em dezembro de 2020.

### SimulDub
Em janeiro de 2014, os episódios dublados em inglês pela Funimation de Space Dandy estrearam no bloco de programação Toonami do Adult Swim um dia antes da transmissão japonesa; uma das raras ocasiões em que uma série de anime estreou nos Estados Unidos antes do Japão. Funimation iria mais tarde introduzir um novo programa "SimulDub" em outubro de 2014, em qual os dubs em inglês de seus títulos de transmissão simultânea iriam estrear dentro de semanas após a exibição de suas legendas. Essa prática começou com versões SimulDub de Psycho-Pass 2 e Laughing Under the Clouds, episódios dos quais foram transmitidos aproximadamente entre três semanas para um mês seguindo sua transmissão original em japonês.
Em 18 de março de 2020, Funimation anunciou que a produção do SimulDubs iria ser adiada devido para pandemia de COVID-19; Simulcasts com legendas iriam continuar como programado. Em 10 de abril de 2020, Funimation anunciou que um episódio de My Hero Academia tinha sido gravado e iria ser lançado em 12 de abril. Funimation iria mais tarde anunciar as datas programadas de lançamentos para SimulDubs que foram produzidos durante a pandemia de COVID-19.

## Distribuição
Em julho de 2008, Funimation e Red Planet Media anunciaram o lançamento de um serviço móvel de vídeo sob demanda para assinantes de telefonia móvel da AT&T Mobility e Sprint. Três títulos fizeram parte do lançamento, Gunslinger Girl, Tsukuyomi: Moon Phase, e The Galaxy Railways, com temporadas inteiras de cada feitas disponíveis.
Até 2016, Funimation não liberava diretamente suas propriedades em mercados não norte-americanos (falantes da língua inglesa), e em vez disso sublicenciava suas propriedades para outras empresas tais como Revelation Films, MVM Entertainment, filial do RU de Manga Entertainment e Anime Limited no Reino Unido até 2016, e Madman Entertainment e Siren Visual na Austrália e Nova Zelândia até 2017. Funimation tem também tentado distribuir Dragon Ball Z para audiências falantes de espanhol, e tem lançado vários DVDs da série em língua espanhola.
Em 2016, Funimation começou a liberar diretamente alguns de seus títulos no Reino Unido e na Irlanda com a marca Funimation, com a Funimation lidando com licenciamento e localização, e Anime Limited lidando com a distribuição e classificação. Funimation mais tarde distribuiu My Hero Academia na região através da Universal Pictures UK em 2017, e mais tarde através da Sony Pictures UK, juntamente com outros títulos selecionados, em 2018. Funimation mais tarde começou a sub-licenciar títulos para a filial no RU da Manga Entertainment no final de 2018, antes de adquirir a empresa em 29 de maio de 2019, e liberar títulos diretamente. Em 24 de setembro de 2019, Sony Pictures Television e Aniplex consolidaram seus negócios internacionais de streaming de anime, com a Funimation se tornando a empresa líder do grupo.
Funimation também começou a distribuir diretamente seus títulos na Austrália e Nova Zelândia em 2017. Similarmente com o Reino Unido e Irlanda, títulos selecionados foram lançados através da Universal Sony Pictures Home Entertainment de 2017 até 2018. Partindo de setembro de 2018, Funimation transferiu a distribuição para a Madman Anime, com a empresa responsável pela distribuição e classificação dentro da região.

## Controvérsias

### Antipirataria
Em 2005, o departamento jurídico da Funimation começou a perseguir uma abordagem mais agressiva em direção para proteger as propriedades licenciadas da empresa. Eles começaram a enviar cartas de "cessar e desistir" (C&D) para sites oferecendo links para os fansubs de seus títulos. Esse movimento foi similar para aquele adotado pela agora extinta ADV Films vários anos antes, com vários sites grandes de torrent.
O departamento jurídico da Funimation serviu cartas C&D para séries que ainda não tinham sido anunciadas ou anunciadas como licenciadas, incluindo Tsubasa: Reservoir Chronicle, Black Cat e SoltyRei, com umas poucas séries conhecidas também mencionadas na carta. A Funimation revelou mais licenças em 6 de outubro de 2006, quando enviou cartas para sites de torrents demandando que a distribuição das séries de TV de xxxHolic, Mushishi, Ragnarok the Animation, e outras séries cessasse.
Desde outubro de 2009, Funimation tem rotineiramente arquivado avisos de remoção da DMCA para obter distribuições não autorizadas de suas propriedades e de seus parceiros removidas dos resultados de pesquisa do Google.
Em janeiro de 2011, Funimation entrou com uma ação contra os usuários do BitTorrent nos E.U.A. por supostamente fazer o download e o upload de One Piece. A Funimation desistiu da ação em março, após um juiz do norte do Texas, já ter indicado que o tribunal iria apontar advogados para os acusados, determinou que os acusados não estavam "agindo em conjunto" e, portanto, não podiam ser processados como um grupo; cada um iria ter que ser processado separadamente.
O filme de One Piece em questão era um fansub, uma cópia não autorizada distribuída com legendas traduzidas, produzidas por fãs. Logo depois que o processo foi abandonado, foi relatado que a Funimation tem estado derivando dubs de fansubs por muito tempo. No entanto, Funimation continua mantendo sua posição de que o fansubbing é prejudicial para a indústria de anime, afirmando "As práticas de downloads ilegais e 'fansubbing' são muito prejudiciais para nossos parceiros japoneses e [...] nós temos sido solicitados para monitorar e tomar ação contra a distribuição não autorizada desses títulos. Como nós acreditamos que isso irá beneficiar a indústria, nós concordamos em fazê-lo." Sites os quais distribuem fansubs ou legendas separadas criadas por fãs permanecem um alvo frequente de ações civis pela Funimation e outros empresas de animes, bem como processo criminal em pelo menos um caso.
Dois meses após não processar os usuários do BitTorrent no distrito de North Texas, Funimation entrou em um fórum de compras e procedeu para processar 1.427 acusados no distrito vizinho de East Texas por agirem "em conjunto" para infringir direitos autorais de The Legend Is Born: Ip Man. Este caso foi autorizado para prosseguir. Entretanto, o tribunal indeferiu o caso contra todos os réus restantes com trânsito em julgado, em 17 de outubro de 2013.

### Disputas com parceiros
Em novembro de 2011, Funimation processou A.D. Vision, AEsir Holdings, Section23 Films, Valkyrie Media Partners, Seraphim Studios, Sentai Filmworks e seu CEO, John Ledford e Switchblade Pictures por uma quantia de $8 milhões, citando "quebra de contratos" e outros problemas. Funimation disse que a transferência de ativos da ADV foi feita com "a intenção de adiar, dificultar ou fraudar os credores da ADV [Films]." Funimation solicitou a venda de ativos da ADV como nula. O processo foi liquidado em mediação em 2014. Os termos do acordo não foram divulgados.

### Processo de Vic Mignogna
No início de 2019, alegações de má conduta sexual contra o dublador Vic Mignogna foram trazidas para frente no Twitter. Funimation conduziu uma investigação interna do assunto e anunciou em 11 de fevereiro de 2019 que eles tinham encerrado suas relações com Mignogna. Em 19 de abril de 2019, Mignogna entrou com uma ação civil contra Funimation e os dubladores Jamie Marchi , Monica Rial , e o noivo de Rial, Ron Toye. Mignogna e seu advogado estavam buscando um alívio monetário de mais de $1 milhão. Em 12 de junho de 2019, Funimation apresentou uma resposta negando as alegações de Mignogna. Em 1 de julho de 2019, Funimation apresentou uma moção anti-SLAPP para Mignogna demitir seu processo. Rial, Marchi, e Toye apresentaram suas moções anti-SLAPP em 19 de julho de 2019. Uma audiência para considerar as moções anti-SLAPP dos réus tomou lugar em 6 de setembro de 2019; presidindo o juiz de Tarrant County, John P. Chupp, que negou provimento ao processo civil contra Marchi. Em 4 de outubro de 2019, o processo civil contra Funimation, Rial e Toye foi julgado improcedente.
Em 24 de outubro de 2019, Mignogna interpôs um recurso contra a demissão. Em 30 de outubro de 2019, Rial, Toye, Marchi e Funimation apresentaram uma moção para ter negado provimento ao recurso de Mignogna, o qual foi subsequentemente negado. Em 5 de novembro de 2019, Funimation apresentou uma moção para recuperar honorários advocatícios, custos, e sanções relacionados para o processo. Em 27 de novembro de 2019, o juiz de Tarrant County, John P. Chupp, decidiu que Mignogna teria que pagar um total de $238,042.42 em honorários advocatícios e sanções para Rial, Toye, Marchi, e Funimation.

### Processo de Kojicast
Em 24 de abril de 2019, a Kojicast entrou com uma ação contra a Funimation alegando que o serviço de streaming da empresa, FunimationNow, era uma violação da patente da Kojicast.

### Processo de loja
Em 13 de janeiro de 2021, Jenisa Angeles entrou com uma ação coletiva contra a Funimation, alegando que sua loja online não cumpria a Lei dos Americanos com Deficiências. O processo foi resolvido fora do tribunal. Os termos do acordo não foram divulgados.